# Караяшницька сільська рада
| Караяшницька сільська рада — колишній орган місцевого самоврядування у Старобільському районі Луганської області з адміністративним центром у с. Караяшник. Історична дата утворення: в 1937 році. Сільській раді були підпорядковані населені пункти: - с. Караяшник - с. Березове - с. Бондареве |

## Склад ради
Рада складалася з 12 депутатів та голови.

### Керівний склад ради
| ПІБ                        | Основні відомості                                                                       | Дата обрання | Дата звільнення |
| -------------------------- | --------------------------------------------------------------------------------------- | ------------ | --------------- |
| Оніщенко Юрій Пентелейович | Сільський голова, 1962 року народження, освіта, безпартійний                            | 26.03.2006   | 31.10.2010      |
| Онищенко Юрій Пентелійович | Сільський голова, 1962 року народження, освіта середня спеціальна, член Партії регіонів | 31.10.2010   |                 |

Примітка: таблиця складена за даними джерела